# سرگی پوسترخین
سرگی پوسترخین (انگلیسی: Sergei Postrekhin؛ زادهٔ ۱ نوامبر ۱۹۵۷) قایقران کانو اوکراینی‌تبار اهل شوروی بود.